# 馬爾科·德米特羅維奇
馬爾科·德米特羅維奇（發音：[mâːrko dmîtroʋitɕ]；1992年1月24日—）是一位塞爾維亞足球運動員，在場上的位置是守門員。現效力於西甲球隊雷加利斯，曾效力於西班牙乙組球隊阿尔科孔。他也代表塞爾維亞U21國家足球隊參賽。

## 球會生涯
德米特羅維奇生於塞爾維亞蘇博蒂察，年少時加入貝爾格萊德紅星，並在2010年晉升至一隊。2013年9月3日，在紅星未曾上場的他轉會至匈牙利足球甲级联赛烏伊佩斯特。
2014年3月1日是他首次職業生涯上場比賽的日子，參加以3-2不敵布達佩斯捍衛者的比賽。整個2013/14球季他共上場12次，而球隊亦剛好保級成功。
2015年1月6日，他轉會至英格蘭的查爾頓競技。24日首次代表球隊上場，以0-0戰平伍尔弗汉普顿。
2015年7月27日，他被外借至西乙球會阿尔科孔一年，並參加了球季的38比賽。翌年7月27日，他永久轉會至該球會。
2017年6月23日，德米特羅維奇與西甲球會伊巴簽下一份四年合約，並在8月21日首次代表新球隊上場，作客以1-0小勝馬拉加。2018年5月，他當選為球隊2017/18球季最佳球員。
2021年1月21日對马德里竞技俱乐部的比賽，他主射點球打進生涯首顆進球，但球隊最終仍然以2-1落敗。

## 國家隊生涯
2016年8月，德米特羅維奇入選塞爾維亞國家隊參加2018年國際足協世界盃資格賽對愛爾蘭的賽事.，然而要待到2017年11月14日對韓國的友誼賽才首次為國上場。
2018年6月，他入選2018年世界盃的參賽名單，但一直只擔任弗拉迪米尔·斯托伊科维奇的替補，並沒有上場。
2022年11月，他入選2022年世界盃的參賽名單，但同樣未有機會上場。

## 榮譽
烏伊佩斯特
- 匈牙利盃：2013–14

## 外部連結
- Soccerway資料庫：馬爾科·德米特羅維奇